# 中共广州市委机关旧址

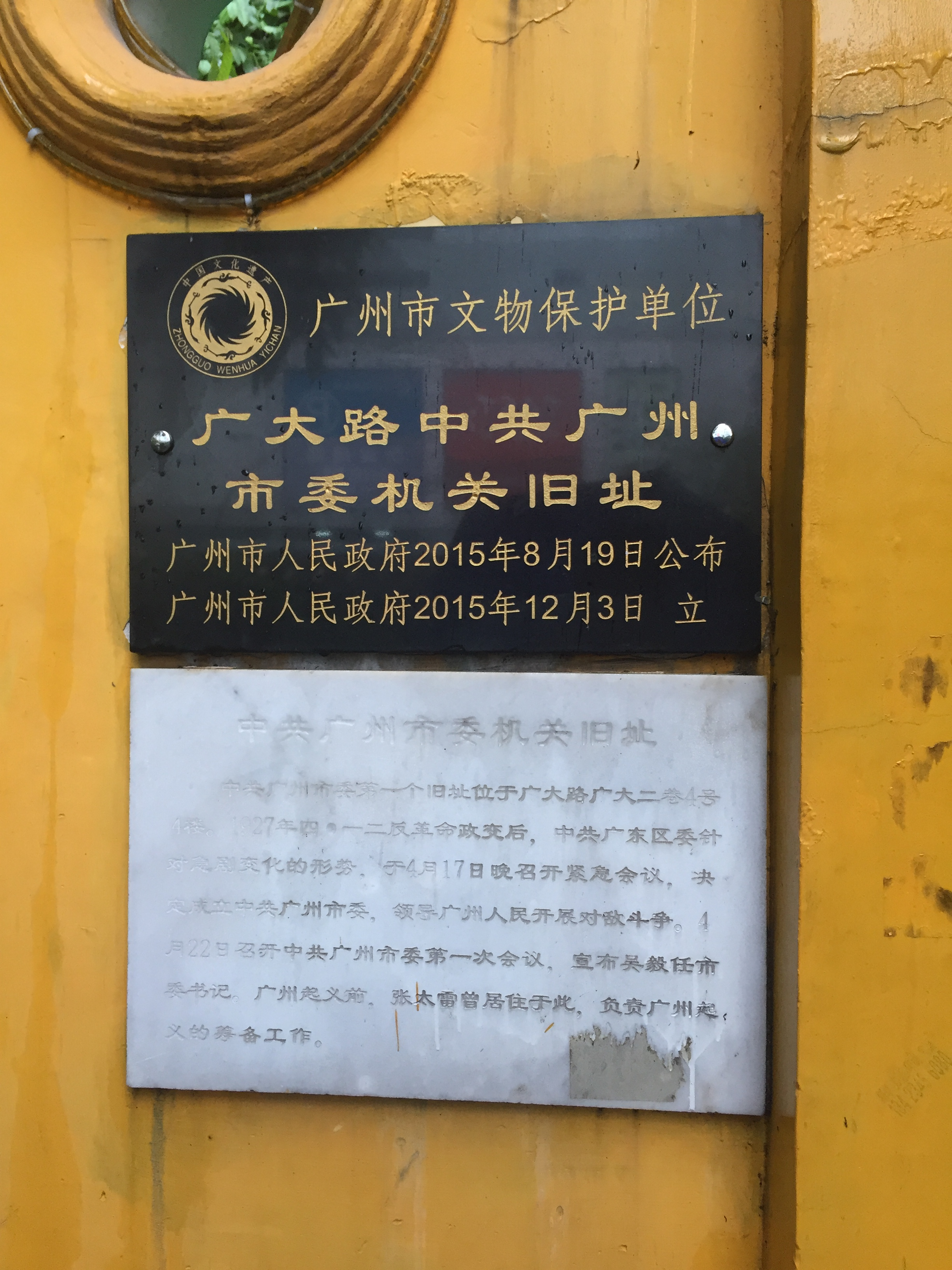
市级文物保护单位标识牌

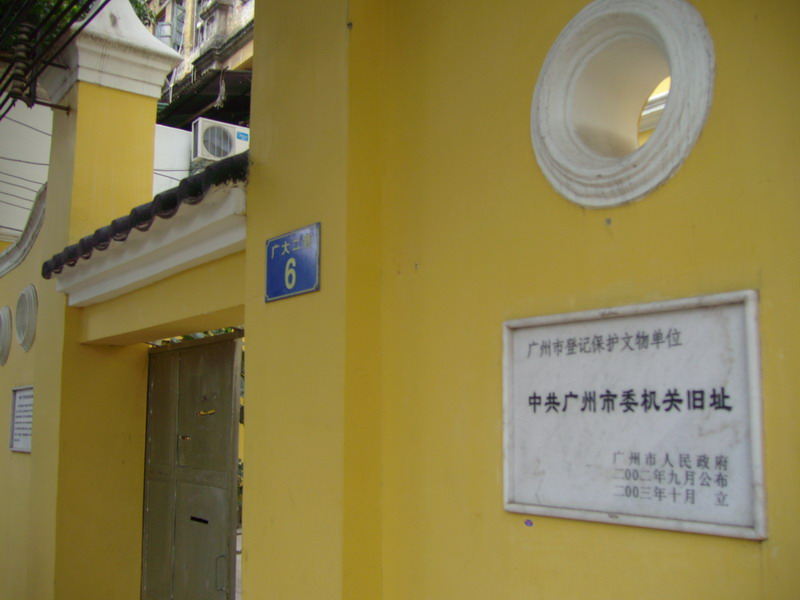
中共广州市委机关旧址

中共广州市委机关旧址位于中国广州市越秀区北京街道广大路广大二巷4号四楼，是一座4层的砖木结构的楼房，同时是首任中共广州市委书记吴毅居住和办公地。1927年4月至12月做为中共广州市委秘密机关所在地。
1927年4月22日，在广东区委组织部长穆青的主持下成立中共广州市委，市委机关就设在此楼。后来该旧址成为中共广东省委书记张太雷的秘密住所，并在此策划广州起义。 
2002年9月广州市人民政府公布中共广州市委机关旧址为广州市登记文物保护单位。2015年8月19日公布为广州市文物保护单位。
目前改建成 攬悅閣 旅舍。

## 备注
1. ↑  在资料中该旧址都为广大二巷4号，由于楼道联通，之前登记保护文物单位牌挂在了6号，造成误解。现市级文保牌已挂在6号旁边的外墙上。